# Pagani (công ty)
Pagani Automobili Sp A. (thường được gọi là Pagani) là một công ty sản xuất xe thể thao và các thành phần sợi carbon của Ý. Công ty được  Horacio Pagani người Argentina thành lập vào năm 1992 bởi và có trụ sở tại San Cesario sul Panaro, gần Modena, Ý.

## Lịch sử
Horacio Pagani, người trước đây quản lý bộ phận tổng hợp của Lamborghini, đã thành lập Pagani Composite Research vào năm 1988. Công ty mới này đã làm việc với Lamborghini trong nhiều dự án, bao gồm việc tái cấu trúc Lamborghini Countach 25th Anniversary Edition, Lamborghini LM002, ý tưởng thiết kế P140 và Diablo. Vào cuối những năm 1980, Pagani bắt đầu thiết kế chiếc xe của riêng mình, sau đó được gọi là "Dự án C8". Pagani đã lên kế hoạch đổi tên C8 thành "Fangio F1" để vinh danh người bạn của mình, nhà vô địch Công thức 1 của Argentina, Juan Manuel Fangio.
Năm 1991, Pagani thành lập Modena Design để đáp ứng nhu cầu ngày càng tăng đối với các dịch vụ thiết kế, kỹ thuật và tạo mẫu của ông. Năm 1992, ông bắt đầu chế tạo xe mẫu Fangio F1 và đến năm 1993, chiếc xe đã được thử nghiệm tại hầm gió Dallara với kết quả khả quan. Năm 1994, Mercedes-Benz đã đồng ý cung cấp cho Pagani động cơ V12. Chi phí của những chiếc xe này là tổng cộng 2,3 triệu đô la.
Chiếc xe cuối cùng được đặt tên là Zonda C12, chiếc đầu tiên của dòng Zonda (tên Fangio F1 đã bị loại bỏ vì tôn trọng Fangio, người đã chết năm 1995). Nó lần đầu tiên được trình bày tại Geneva Motor Show 1999.
Năm 2005, Pagani tuyên bố rằng công ty đã lên kế hoạch tăng gấp ba sản lượng sản xuất trong vòng ba năm tới và vào thị trường Mỹ vào năm 2007.
Vào ngày 30 tháng 6 năm 2010, Pagani đã đạt được kỷ lục mới về những chiếc xe dựa trên sản xuất sử dụng Pagani Zonda R và hoàn thành chiếc Nürburgring vào 6:47, đánh bại chiếc Ferrari 599XX.